# Сорочинският панаир
„Сорочинският панаир“ (на руски: Сорочинская ярмарка) е комична опера на Модест Мусоргски в 3 действия (4 сцени). Сюжетът на либретото е заимстван от едноименната повест на Гогол от „Вечери в селцето край Диканка“. Мусоргски пише операта през 1874 – 1880 г., но не успява да я завърши преди смъртта си (1881).

## История на създаването
Мусоргски замисля да създаде операта през 1874 г., докато работи над „Хованщина“. Според В. В. Стасов той мечтае да създаде „малоруска роля“ за своя по-възрастен приятел, баса О. А. Петров, украинец по произход. По-късно е начертан план за сценарий, както се изразява Мусоргски, „с милата помощ на блестящата А. Я. Воробьова-Петрова“ (певица, контраалт, съпруга на О. А. Петров). Либретото е създадено съвместно от Мусоргски и А. А. Голенищев-Кутузов (1848 – 1913).
Мусоргски започва работа с голямо увлечение. В 1879 г. той посещава Украйна, вижда природата и бита ѝ, записва много народни песни. Създава някои откъси от операта, които изпълнява на концерти. Работи по тази творба обаче с дълги прекъсвания, смущаван от трудността да овладее „малоруския речитатив“. Негови приятели, желаейки да го подкрепят материално, му заръчват срочно да завърши операта. През лятото на 1880 г. музикалните издания дори съобщават за бъдеща премиера, но с болестта и смъртта на Мусоргски творбата остава недовършена. Първите две действия са почти готови, за третото Мусоргски успява да напише само „Думката“ и заключителния гопак.
Операта е завършена за първи път от А. Цуи и изпълнена в тази версия на 13 (25) октомври 1917 г. В предговора към тази редакция на операта (октомври 1916 г.) пише:
| „ | Комичната опера „Сорочинският панаир“ е започната от Мусоргски през 1875 г., композирана е бавно и откъслечно и след смъртта на композитора през 1881 г. остава незавършена. Първоначално бяха публикувани само пет откъса от нея: Въведение в операта (обработено по груби скици от А. К. Лядов), Думка Паробка (редактирано от Лядов), Гопак, Сцената на Хивря в очакване на Афанасий Иванович и Думка Параси (оркестровата редакция на всичките пет номера принадлежи на Лядов). Ръкописите на Мусоргски обаче предоставят и значително количество музикален материал, а именно „Панаирната сцена“, с която започва операта, и първата половина на второ действие. Този материал е обработен от В. А. Каратигин, допълнен и инструментиран от Ц. А. Куи. Всичко останало, а именно сцената на Черевик с Хивря и сцената Паробка с циганина в 1-во действие, 2-рата половина на 2-ро и цялото 3-то, с изключение на Думка Параси и Гопака, са завършени и инструментирани от Ц. А. Кюи и по този начин посмъртната работа на Мусоргски е завършена. | “ |

Освен Кюи по завършването на операта на Мусоргски работят (по различно време) А. К. Лядов, В. А. Каратигин, Н. Н. Черепнин (издание 1922), П. А. Лам и В. Я. Шебалин (издание 1931). Изданието Лам-Шебалин става стандартно за изпълнителите в Русия.

## Действащи лица
- Черевик – бас
- Хивря, съпруга на Черевик и мащеха на Парася – мецосопран
- Парася, дъщеря на Черевик, заварена дъщеря на Хивря – сопран
- Кум – бас-баритон
- Грицко, момък – тенор
- Афанасий Иванович, попски син – тенор
- Циганин – бас
- Чернобог – бас
- Търговки, търговци, цигани, евреи, момчета, казаци, момичета, гости, демони, вещици, джуджета.

## Резюме
Действието се развива в село Велики Сорочинци близо до Полтава в началото на XIX век. Горещ слънчев ден. Шумният панаир е в разгара си. Черевик е дошъл тук да продаде жито и кобила. С него е дъщеря му, красивата Парася. Стар циганин разказва на тълпата тайнствената история за Червената свитка, която е на дявола и той я търси, а на хората тя носи зло. Междувременно момъкът Грицко разговаря нежно с Парася, чиято красота е покорила сърцето му. Първоначално Черевик е недоволен от смелите действия на момчето, но след като научава, че Грицко е син на негов стар приятел, той не възразява срещу сватовство и отиват да отпразнуват това в механата.
Оттам Черевик се прибира късно вечерта заедно с кума. Гневът на жена му няма граници, когато разбира, че младоженецът е същото момче, което наскоро ѝ се е подиграло. Грицко е много натъжен , когато чува това. Циганинът обаче предлага да му помогне при условие, че момчето му продаде евтино воловете си.
Второ действие. Хитрата Хиврия, изгонила съпруга си от къщата за цяла нощ под претекст да пази стоката, очаква Афанасий Иванович, попския син. Най-после той се появява и почва да я ухажва, а тя – цялата ѝ свадливост е изчезнала, същински ангел в плът – го угощава. Прекъсва ги чукане по портата и двамата се щурят из къщата, накрая тя го скрива под тавана. Влизат Черевик, Кумът и гости, изплашени от Червената свитка, която се появила между стоките, а някой видял и дявола със свинска зурла, търсещ я. Едва след като си пийват, те постепенно се успокояват, пеят песни, а Черевик дори смело приканва червената свитка да дойде на гости. Тогава Кумът започва подробен разказ за дявола, който заложил червената си свитка при един кръчмар и сега я търси из целия панаир под образа на прасе. Тъкмо завършва разказа си и внезапно появила се на прозореца свинска муцуна изпълва всички с неописуем ужас. Гости и домакини бягат.
Трето действие, първа сцена. Момчетата, предвождани от Циганина, хващат и връзват Черевик с Кума, уж защото са откраднали кобила. Според хитрия план на Циганина, Грицко действа като спасител. Като награда момчето настоява за незабавна сватба и Черевик с радост се съгласява. Мислейки за Парася, щастливият младоженец заспива. Сънува фантастичен сън – зли духове празнуват в чест на Чернобог, чак при звука на църковна камбана те се разпръсват.
Трето действие, втора сцена. Парася тъгува по любимия. но слънчевите лъчи я развеселяват и започва да танцува, а и татко ѝ, възхищавайки ѝ се, се включва в танца. Почвяват се Грицко и кумът. момичета и момчета, всички са весели. Възползвайки се от отсъствието на Хивря, Черевик благославя младите хора. Хивря, която пристигна в неподходящия момент, напразно се опитва да ги спре; циганите и момчетата я отвеждат сред всеобщ смях. Циганинът предлага да танцуват гопак и с пеене и танци всички се отдалечават.

## Записи
| Година | Организация                                           | Диригент        | Солисти | Издател и каталожен номер                                    | Бележки             |
| ------ | ----------------------------------------------------- | --------------- | --- | ------------------------------------------------------------ | ------------------- |
| 1955   | Словенски национален театър за опера и балет          | Само Хубад      | Черевик — Latko Koroshetz, Хивря — Bogdana Stritar, Парася — Vilma Bukovetz, Кум — Friderik Lupsha, Грицко — Miro Branjnik, Афанасий Иванович — Slavko Shtrukel, Циганин — Andrei Andreev, Чернобог — Samo Smerkolj           | Philips A 00329-00330 L {2LPS}; Philips ABL 3148-3149 (1957) | редакция на Шебалин |
| 1969   | Хор и оркестър на Всесъюзното радио                   | Юрий Аранович   | Черевик — Геннадий Троицкий, Хивря — Антонина Клещёва, Парася — Людмила Белобрагина, Кум — Борис Добрин, Грицко — Алексей Усманов, Афанасий Иванович — Юрий Ельников, Циганин — Александр Поляков, Чернобог — Сергей Стукачев | Мелодия Д 026823-8 (1969); Мелодия CM 02325-30 (1970)        | редакция наШебалин  |
| 1983   | Музикален театър на Станиславски и Немирович-Данченко | Владимир Есипов | Черевик — Владимир Маторин, Хивря — Л. Захаренко, Парася — Лидия Черных, Кум — Олег Кленов, Грицко — Анатолий Мищевский, Афанасий Иванович — Вячеслав Войнаровский, Циганин— В. Темичев, Чернобог — В. Свистов                | Мелодия С10 20721-4 (1983)                                   | редакция наШебалин  |
| 1998   | Екатеринбургски театър за опера и балет               | Евгений Бражник | Черевик — Герман Куклин, Хивря — Светлана Зализняк, Парася — Надежда Рыжкова, Кум — Сергей Вялков, Грицко — Виталий Петров, Афанасий Иванович — Сергей Майструк, Циганин — Андрей Вылегжанин                                  |                                                              | редакция на Шебалин |